# 三木市立星陽中学校
三木市立星陽中学校（みきしりつ せいようちゅうがっこう）は、兵庫県三木市細川町豊地にあった公立中学校。

## 沿革
- 1969年（昭和44年）4月1日 - 三木市立細川中学校と三木市立口吉川中学校を統合して開校、校歌制定。
- 1972年 - 体育館の竣工を記念して社会人バレーボール部のユニチカ貝塚を招待。
- 2005年 - NIE実践校に認定される。
- 2022年3月31日 - 三木市立三木中学校への統合により廃校[1]

## 学校生活
- 臨床心理士によるスクールカウンセリングが週1回行われている。

## 部活動
- 陸上競技部
- ソフトテニス部
- 女子バレーボール部
- 美術部

## 周辺施設
- 三木市立豊地小学校
- 兵庫県道20号加古川三田線
- 兵庫県道85号神戸加東線